# Harun Osmanoğlu
Harun Osmanoğlu (* 22. ledna 1932 Damašek) je osmanský princ 23. generace. Je vnukem sultána Abdulhamida II. třetí generace a synem Şehzade Mehmeda Abdülkerima. Je ženatý s Farizet Hanımefendi, jejich děti jsou Orhan Osmanoğlu, Abdülhamid Kayıhan Osmanoğlu a Nurhan Osmanoğlu.
Jeho otec Şehzade Mehmed Abdülkerim byl jediným synem Mehmeda Selima Efendiho, nejstaršího syna Abdulhamida. V roce 1924 byli členové osmanské dynastie vyhoštěni z nově vzniklého Turecka a tak se usadili v Bejrútu. Mehmed Abdülkerim Efendi se v Damašku oženil, ale již v roce 1935 zemřel. Jeho dvě děti narozené v letech 1930 a 1932 se staly sirotky. Poté, co v roce 1937 jeho dědeček Mehmed Selim Efendi zemřel také, neměl již kromě své matky Nimet Hanım Efendi nikoho. Jeho rodině žijící dlouhá léta ve vyhnanství, bylo v roce 1974 umožněno vrátit se do Istanbulu. Po smrti svého bratra Dündara Ali Osmana v roce 2021 se stal 46. hlavou osmanské dynastie, která vládla Osmanské říši do roku 1922. V současné době žije v Istanbulu. Má devět vnoučat.